# Rynox
Rynox é um filme policial produzido no Reino Unido, dirigido por Michael Powell (cineasta) e lançado em 1932.